# 说文解字诂林
《说文解字诂林》是由丁福保编寫的一本文字训诂书，也是一部汇集《说文解字》研究成果的工具书，共六十六册。丁福保自1895年至1923年期間搜集180多种1000余卷《说文解字》相關書籍，他又组织同门诸子十余人花了七年时间編寫。1928年，該書籍由上海医学书局刊行。1936年出版《补遗》。1982年，中华书局出版上海医学书局本影印版。